# .gt
.gt ist die länderspezifische Top-Level-Domain (ccTLD) Guatemalas. Sie wurde am 14. August 1992 eingeführt und wird seitdem von der Universidad del Valle de Guatemala verwaltet.

## Eigenschaften
Zunächst konnten Domains nur unterhalb einer Second-Level-Domain angemeldet werden, dazu zählten insbesondere .com.gt für Unternehmen oder .ind.gt für Einzelpersonen. Im Jahr 2009 hob die Vergabestelle diese Einschränkung auf, sodass Adressen auch direkt unter .gt registriert werden. (Die bis dahin eingerichteten Second-Level-Domains existieren weiter.) Insgesamt darf eine .gt-Domain zwischen drei und 63 Stellen lang sein und nur alphanumerische Zeichen beinhalten.
Die Top-Level-Domain .gt zählt zu den ersten neun Adressen, die im Jahr 2001 das Schlichtungsverfahren der Weltorganisation für geistiges Eigentum anerkannt haben.